# ریحان کامپچه
اسیموم کامپچیانوم (نام علمی: Ocimum campechianum) نام یک گونه از تیره نعناعیان است.